# 샬롯 카타쿠리
샬롯 카타쿠리(Charlotte Katakuri, シャーロット・カタクリ)는 일본 만화 및 애니메이션 원피스에 등장하는 빅 맘 해적단 샬롯 가의 차남이자 밀가루 대신으로, '스위트 3장성' 중 1인이다. 삼지창 '모구라'를 사용한다. 좋아하는 음식은 도넛, 싫어하는 음식은 라멘이다.

#### 능력
특수한 초인계인 쫀득쫀득 열매 능력자이다. 3가지(견문색, 무장색, 패왕색) 종류의 패기를 모두 쓸 수 있으며, 견문색 패기 단련을 너무한 나머지 조금 앞의 미래를 내다볼 수 있다. 또한, 태어나서 단 한 번도 누워서 자본적이 없으며, 태어난 그 순간부터는 의자에 앉아서 잠을 잤다고 한다. 돈키호테 도플라밍고가 실실 열매를 각성한 것처럼 카타쿠리도 쫀득쫀득 열매를 각성해 지면을 떡으로 만들 수 있다. 또 떡으로 이루어진 주먹을 만들어 조종할 수도 있다.
기술
흐름떡
떡을 흐르면서 공격하는 기술
참절떡
몸을 둥글게 회전하면서 잡아서 내려치는 기술
네모떡
떡을 네모나게 해서 공격하는 기술
낙숫물떡
떡을 낙숫물처럼 나오게 하는 기술